# Adela Yarbro Collins
Adela Yarbro Collins (* 12. Juni 1945) ist eine Theologin an der Yale University.

## Leben und Wirken
Collins erwarb 1967 am Pomona College einen Bachelor, 1971 an der Harvard University einen Master, 1975 ebendort mit der Arbeit The Combat Myth in the Book of Revelation einen Ph.D. in Theologie.
1976 erhielt sie eine erste Professur für Neutestamentliche Wissenschaft am McCormick Theological Seminary. 1985 wechselte sie an die University of Notre Dame, 1991 an die University of Chicago Divinity School. Seit dem Jahr 2000 ist sie an der Yale University Divinity School. Hier ist sie (Stand 2021) Buckingham Professor of New Testament Criticism and Interpretation.
Collins konnte wichtige Beiträge zur historisch-kritischen Erforschung der frühen christlichen Apokalyptik, der Offenbarung des Johannes, des Evangelium nach Markus und des frühen Messianismus leisten, sowie zur feministischen Bibelkunde (siehe feministische Theologie).
Adela Yarbro Collins ist mit dem Theologen John J. Collins (* 1946) verheiratet. Die akademischen Stationen der Eheleute verliefen jeweils parallel.

## Auszeichnungen (Auswahl)
- 1994 Ehrendoktorat der Universität Oslo
- 2010 Präsidentin der Studiorum Novi Testamenti Societas[2]
- 2015 Präsidentin des Colloquium Biblicum Lovaniense
- 2015 Ehrendoktorat der Universität Zürich
- 2018 Gutenberg Research Award der Johannes Gutenberg-Universität Mainz (gemeinsam mit John J. Collins)[3]
- 2020 Mitglied der American Academy of Arts and Sciences[1]

## Schriften (Auswahl)
- The Combat Myth in the Book of Revelation, 1975
- The Apocalypse (New Testament Message series), 1979
- Crisis and Catharsis: The Power of the Apocalypse, 1984
- Cosmology and Eschatology in Jewish and Christian Apocalypticism, 1996
- The Beginning of the Gospel: Probings of Mark in Context, 2001
- Mark: A Commentary, 2007
- King and Messiah as Son of God (mit John J. Collins), 2009
- New Perspectives on the Book of Revelation, 2017
- Collected Essays on the Gospel According to Mark, 2023